# カトリーン・ギスリンゲ
カトリーン・ギスリンゲ（Katrine Gislinge，1969年1月31日生まれ）はデンマークのピアニスト。 

## 人物・来歴
6歳でピアノのレッスンを始め、1990年にコペンハーゲンの デンマーク王立音楽院で卒業後、ニューヨークの Seymour Lipkin 、エールのBoris Berman 、 ロンドンの Peter Feuchtwangerと一緒に学んだ。 
近年、ヴァイオリニストのGidon Kremerや、ドイツのPetersen String Quartet 、チェリストのJian Wang 、チェリストのMarc Coppey 、フルート奏者のEmmanuel Pahud 、ヴァイオリニストのAugustin Dumay、ヴァイオリニストのGérardなどの国際的なミュージシャンとの室内楽共演を始めた。 Caussé 、およびなどの国際映画祭でのソロコンサート、 フェスティバルインターナショナルセルバンティーノメキシコで、 フェスティバル・ド・ラジオ・フランスらモンペリエとロッケンハウス室内楽フェスティバル 、とりわけによって行われソリスト演奏エリ・クラス 、 岩城宏之 、 マイケルSchønwandt 、 オッコ・カム 、 ハインリヒ・シフ 、 カート・サンダーリング 、 アダム・フィッシャー 、 シルヴァン・カンブレリング 、 グスタボ・デュダメル 。 
1999年、 ドイツのグラモフォンにCD「ピアノ作品」を録音した。これは、このレーベルに最初に録音したデンマークのピアニストとなる。モーツァルトとベートーヴェンによるすべてのコンサートを含む古典的なレパートリーでの仕事で知られていますが、 シューマン 、 ショパンおよびチャイコフスキーによるコンサートを演奏するロマンチックなピアニストでもある。 
2006年と2008年にはチボリ国際コンクールの審査員を務める。 
いくつかのテレビ番組や映画、例えばデンマークのテレビ番組Smagsdommerneに出演している 

## 受賞と表彰
- Berlingske Tidende音楽コンクール金メダル、
- ゲイド賞
- ハフニア賞（w。  アマンドトリオ）、
- サイモン名誉賞受賞
- ノイリープラット賞、
- ファンハウス音楽賞
- WaltherSchrödersピアノ賞
- 音楽Rewievers Society賞
- Merete＆Helge Finsen名誉賞